# Barn
 For alternative betydninger, se Barn (flertydig). (Se også artikler, som begynder med Barn)
Et barn er et menneske, der endnu er så ungt, at det ikke er kommet i puberteten.
Ifølge FNs Børnekonvention er et barn ethvert menneske under 18 år, medmindre barnet bliver myndigt tidligere
efter den lov, der gælder for barnet. I Danmark er man juridisk et barn, indtil at man fylder 15 år. Man modtager dog først fuld myndighed ved 18 års alderen. Dette medfører en særlig beskyttelse, for eksempel imod dødsstraf og militærtjeneste. Endvidere er personer under 18 beskyttet ved at deres muligheder for at indgå forpligtende aftaler er stærkt begrænset. 
Ordet barndom refererer oftest til mennesker i alderen 0-12 år.
Inden for den danske Folkekirke har barnet en særstilling i kraft af Biblens fremstilling af Jesu lære, der fortæller, at: "Den som ikke modtager Guds rige som et lille barn skal slet ikke komme ind i det." jævnfør den danske bibeloversættelse Det Nye Testamente, Matthæusevangeliet, Kapitel 18, vers 2, af Bibelselskabet.

## Dialekter
Almindelige ord der varierer i danske dialekter fremhæves ofte for gæster i lokalområdet. Således også ordet barn, der på bornholmsk hedder bælli i ental og bælla i flertal.